# Дама в голубом (картина Сезанна)
«Дама в голубом» — картина французского художника Поля Сезанна из собрания Государственного Эрмитажа.
На картине изображена женщина в голубом платье, в шляпке с цветами, сидящая у покрытого цветастой скатертью (или ковром) стола.
По поверхности красочного слоя имелись несколько глубоких продольных царапин — предполагается, что эти повреждения были получены ещё в мастерской Сезанна. Впоследствии они были зареставрированы.
Имя модели неизвестно. Предполагалось, что это жена художника Гортензия Фике, однако изображённая не имеет с ней никакого сходства. Н. Ю. Семёнова озвучила версию, что это «царящая на полотне с монументальностью королевы» мадам Бремон, экономка Сезанна; по сведениям А. Г. Костеневича, эта версия впервые была выдвинута ещё Д. Ревалдом.
Точная дата создания картины неизвестна, ориентировочно она была написана в конце XIX — начале XX века. В это время Сезанн создал несколько довольно близких женских портретов. На одном из них, «Сидящая женщина в голубом (Женщина с книгой)», изображена женщина в точно таком же платье и в такой же шляпке. Эта картина находится в собрании Филлипса в Вашингтоне (холст, масло; 66 × 50,1 см); считается, что она написана между 1902 и 1906 годами. А. Г. Барская в 1975 году в каталоге к выставке Сезанна указывала, что обе картины написаны около 1899 года в Париже, однако большинство исследователей сходится в том, что эрмитажное полотно было создано позже этой даты, но раньше работы из собрания Филлипса.
В эрмитажном каталоге 1990 года Барская указывает, что «Сезанн неоднократно пользовался одними и теми же вещами по прошествии нескольких лет», и обращает внимание на ковёр, которым покрыт стол в правой части картины. По её мнению, этот ковёр фигурирует на картинах Сезанна «Итальянка, облокотившаяся на стол» (Музей Гетти) и «Яблоки и апельсины» (музей Орсэ). В том же каталоге она, вслед за Л. Вентури, датировала картину около 1900 года. А. Г. Костеневич сообщает, что в каталоге Воллара картина датировалась 1899 годом. Однако в современном каталоге-резоне творчества Сезанна принята точка зрения Ревалда, который утверждал, что картина написана около 1904 года. Н. Ю. Семёнова также считает, что картина написана около 1904 года.
Картина выставлялась в парижской галерее Амбруаза Воллара и 16 января 1909 года её за 18 000 франков приобрёл московский промышленник и коллекционер С. И. Щукин. На момент покупки у Щукина не было свободных денег и Воллар отдал ему картину в долг; в июне того же года Щукин погасил свой долг перед Волларом. После Октябрьской революции собрание Щукина было национализировано и эта картина среди прочих оказалась в Государственном музее нового западного искусства. В 1948 году ГМНЗИ был упразднён и картина была передана в Государственный Эрмитаж. С конца 2014 года выставляется в Галерее памяти Сергея Щукина и братьев Морозовых в здании Главного Штаба (зал 410).
Главный научный сотрудник Отдела западноевропейского изобразительного искусства Государственного Эрмитажа, доктор искусствоведения А. Г. Костеневич в своём обзоре французского искусства середины XIX — середины XX века отмечал, описывая картину:

Если Сезанн пишет человеческую фигуру, она воспринимается в той же ясностью и непреложностью, что и предметы в его натюрмортах. Изображает ли он «Купальщиков», «Курильщика» или «Даму в голубом», его персонажи устраиваются прочно, надолго — создаётся ощущение, что в их распоряжении целая вечность. <…> И «Курильщик», и «Дама в голубом» антиимпрессионистичны не только формально, как прочные конструкции рядом с прекрасными мимолетными видениями, но и по содержанию. В них живёт та философская серьёзность, недостаток которой он [Сезанн] с сожалением отмечал у Курбе.

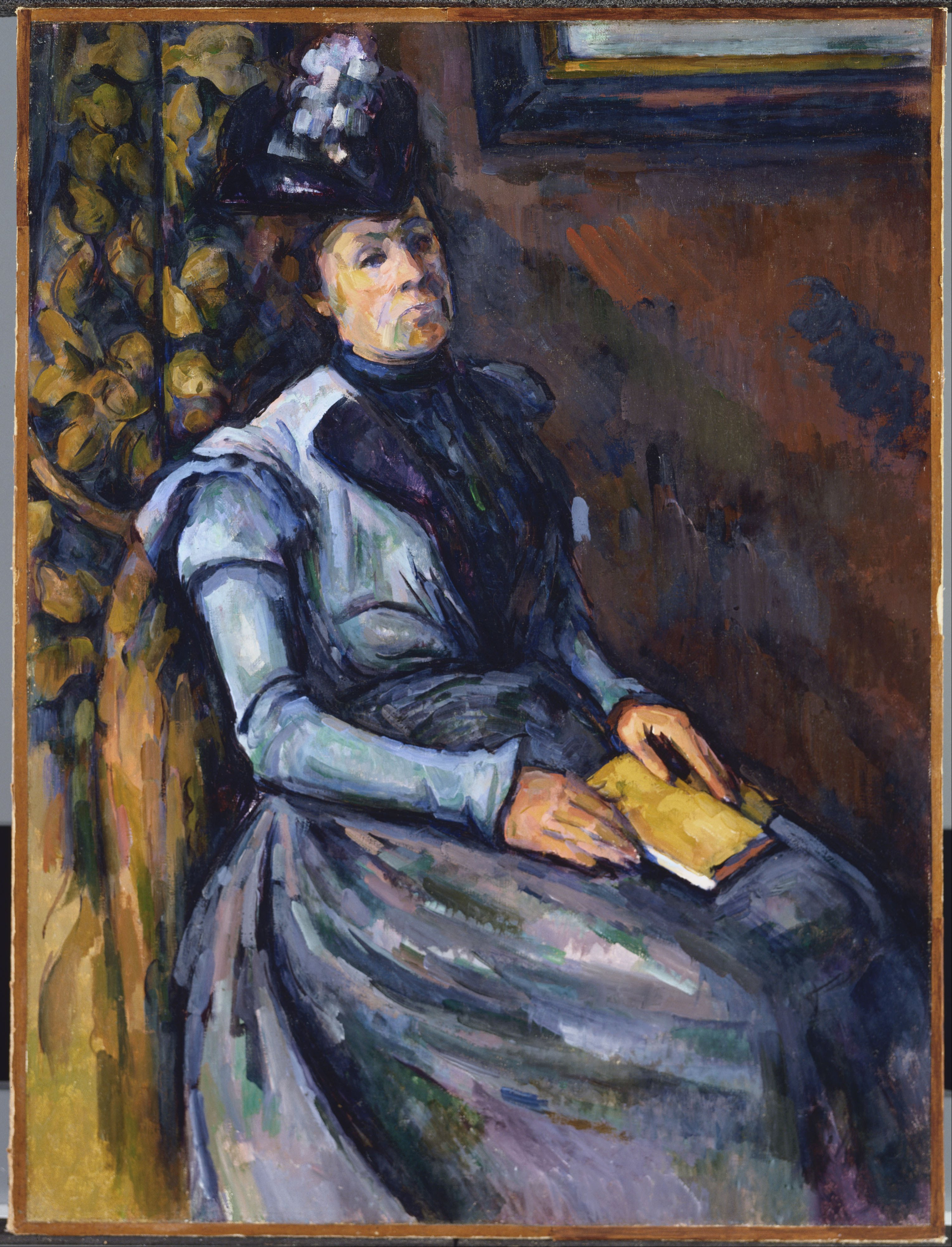
Сидящая женщина в голубом. Собрание Филлипса
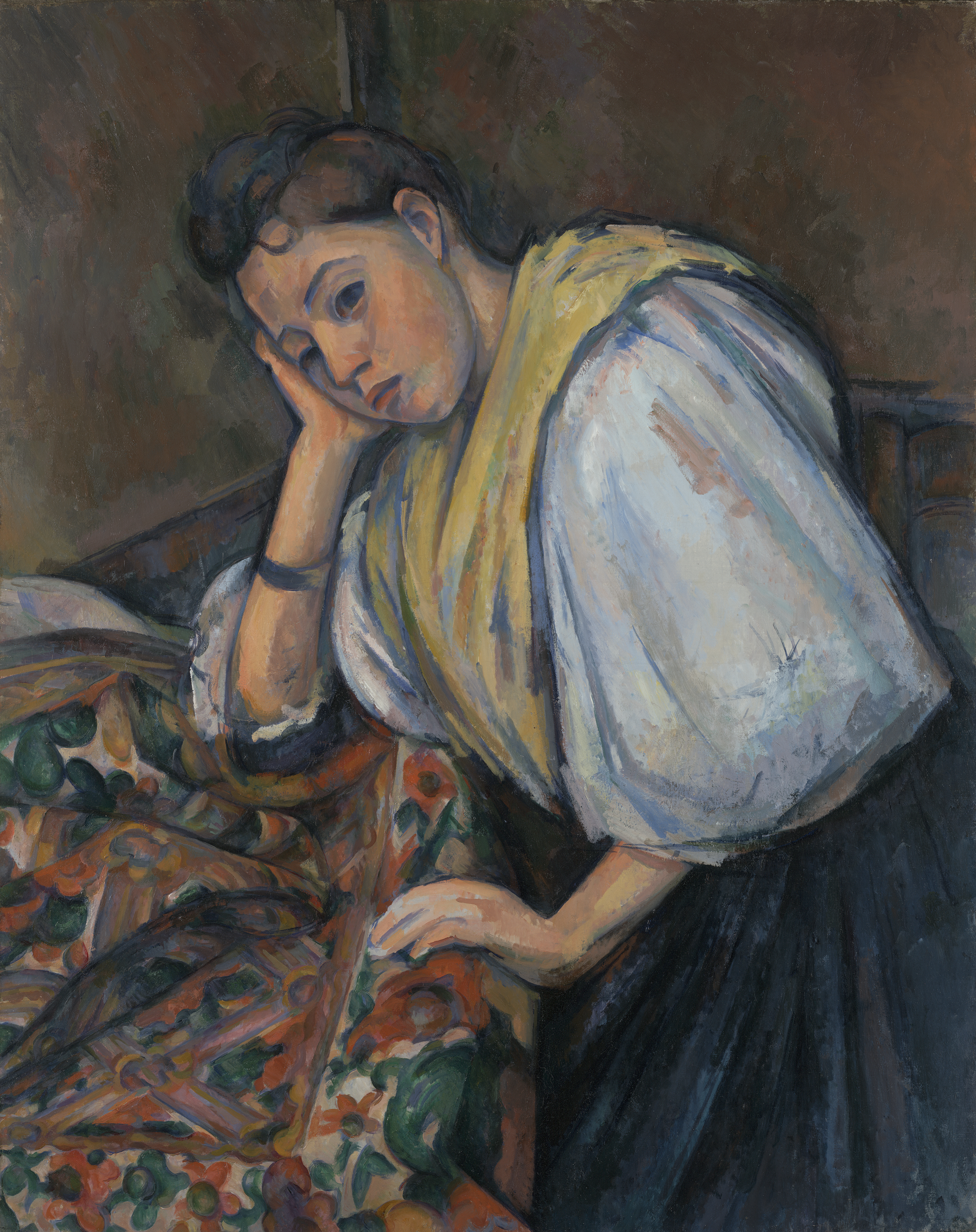
Итальянка, облокотившаяся на стол. Музей Гетти
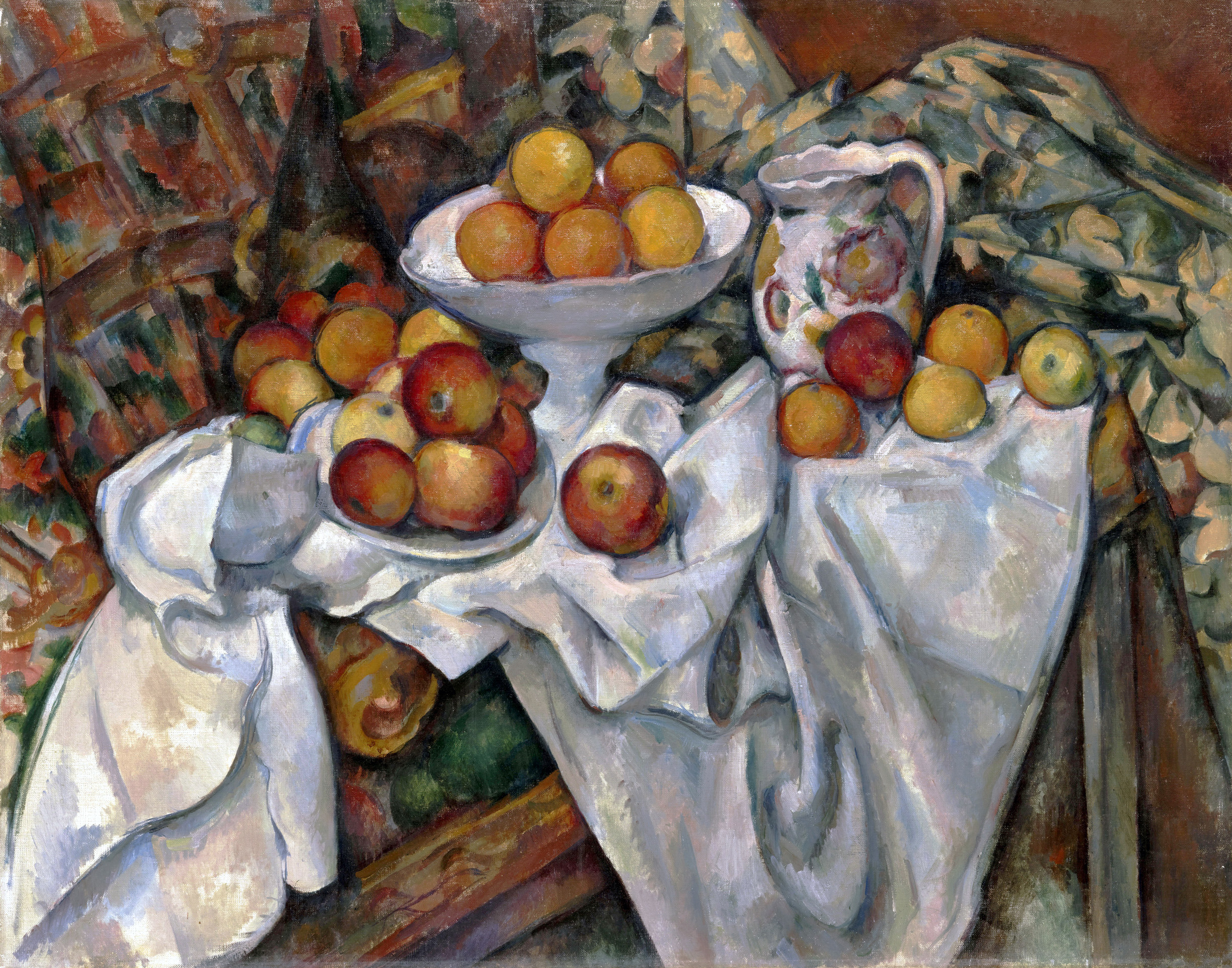
Натюрморт с яблоками и апельсинами. Орсе